# Виа металика
Виа металика (Via metallica) једна је од најзначајнијих античких саобраћајница на подручју данашње Србије, чији је настанак првенствено везан за рудно богатство области кроз које је пролазила.
Пружајући се правцем север-југ, пресецала је римску провинцију Горњу Мезију, спајајући руднике шумадијске и ибарске рудоносне области, који су припадали царском домену. Рудници олова, сребра, бакра и живе на рудиштима Авале, Космаја и Рудника, који припадају шумадијској рудоносној области, у административном погледу су били део римског рударског дистрикта Metalla Tricornensia. Ова рударска административна област, која се у великој мери поклапала са данашњом Шумадијом, граничила се на југу са великим рударским дистриктом Metalli Dardanici Горње Мезије, чије је руднике могуће груписати у пет регопна: ибарски, јањевски, кумановски ремесијански и равански (неизвесно је да ли му је припадао и кратовски регион). Ибарски регион је обухватао руднике са обе стране Ибра, међу којима и оне на Копаонику. Долином Ибра пружала се комуникација Via metallica. Средиште се налазило код данашње Сочанице, на месту где је био vicus metalli и седиште рудничке управе.
Овом економски значајном саобраћајницом, која је у великој мери користила погодности речног саобраћаја (Ибар и Вардар), Сочанички рудници били су спојени са Скупијем (Скопље) и Солуном на југу. Дуж ње је транспортован део горњомезијског сребра, злата и бакра, који се извозио за Рим. То је био и превасходни разлог њеног постојања у античком периоду, за разлику од путева Рацијарија — Наисус — Лисус и Виминацијум — Наисус — Лисус, који су спајали велике градске центе и чије су трасе сачуване у сачуваним итинерерима.
Via metallica се на Косову укрштала са магистралним путем Наисус — Лисус, око којег је груписан највећи део дарданских metalla и којим се одвијао најобимнији извоз производа горњомезијских рудника. Она је напуштала муниципалну територију Ниша и улазила на царски домен у близине данашње Куршумлије, где се налазио царински пункт Aque Bas. Раскрсница са путем Via metallica налазила се у путној станици Вицијанум, коју треба тражити негде на Ситници, на размеђи царског домена и муниципалне територије Улпијане. Захваљујући експлоатацију рудног богатства, долина Ибра задржава свој економски значај и у каснијем периоду, као и путеви који су пролазили дуж ње или у њеној непосредној близини.
Током средњег века, основна комуникација која је пратила Ибар, спајала је Западну Мораву, преко Студенице и Градца са Расом. Штитила су је моћна утврђења Маглича и Брвеника. Из долине Ибра скретала је код Лопатнице, па је правцем Ђаково — Студеница — Река — Дражинићи — Градац — Јаблановик —Котража — Трнава доспевала до реке Рашке. На истоку се простирала још једна саобраћајница која је полазила из Жиче, прелазила преко Столова и трасом Гокчаница — Плана — Ковачи — Јошаничка Бања — Павлица, доспевала на Ибар узводно од ушћа Рашке.